# Україна на Дитячому пісенному конкурсі Євробачення 2012
Національний відбір на Дитячий пісенний конкурс Євробачення 2012 — це сьомий національний відбір на Дитячий пісенний конкурс Євробачення, до участі в якому допускаються діти віком від 10 до 15 років.
Фінал національного відбору призначено на 8 липня 2012 року. 
Цей конкурс - не без скандалів. Прикарпатська учасниця Тетяна Гулик грубо порушує правила, виконуючи ту ж пісню і в тому ж костюмі, що й минулого року.  [Архівовано 7 серпня 2013 у Wayback Machine.]

## Хронологія відбору
17 квітня 2012 року Національна телерадіокомпанія України (НТКУ) розпочала прийом заявок на участь у національному відборі на пісенний конкурс Дитяче Євробачення 2012.

## Формат відбору
Починаючи з 13 квітня по 31 травня 2012 року приймаються заявки на участь у національному відборі. З 1 червня по 5 червня 2012 року журі прослухає всі подані заявки та визначить 30—35 виконавців. 6 червня 2012 року відбудеться живе прослуховування в будівлі НТКУ і журі визначить 15—20 фіналістів. Починаючи з 22 червня 2012 року фіналісти національного відбору будуть готуватися до фіналу національного відбору в таборі Артек, де власне і відбудеться фінал національного відбору 8 липня 2012 року.

## Учасник відбору
| Номер | Учасник               | Вік, років | Місто        | Пісня                            |
| ----- | --------------------- | ---------- | ------------ | -------------------------------- |
| 1     | Анна Карташова        | 12         | Київ         | Мій літак                        |
| 2     | Тетяна Миза           | 15         | Одеса        | Мій друг                         |
| 3     | Ірина Ебралідзе       | 14         | Одеса        | Намалюй                          |
| 4     | Таня Марчук           | 13         | Косів        | Давайтє всі разом                |
| 5     | Поліна Андреєва       | 14         | Запоріжжя    | Мрії у твоїх руках               |
| 6     | гурт "ЕксСпортайз"    | 12-13      | Київ         | Вечірка                          |
| 7     | Тетяна Гулик          | 11         | Коломия      | Ой, заграл скрипалю молодесенкій |
| 8     | Анастасія Барановська | 14         | Харків       | Мама                             |
| 9     | гурт "Каприz Juniors" | 10-12      | Миколаїв     | Космо-діти                       |
| 10    | Софія Тарасова        | 11         | Київ         | Життевий пазл                    |
| 11    | Інна Причепій         | 14         | Нова Каховка | Тобі                             |
| 12    | Єлена Грегорі         | 14         | Київ         | З них кожен                      |
| 13    | Соломія               | 13         | Київ         | Мавка                            |
| 14    | Анна Приймак          | 15         | Дніпрорудне  | Посміхнись                       |
| 15    | Олена Гернега         | 13         | Вінниця      | Щастя поруч                      |
| 16    | Анастасія Петрик      | 10         | Нерубайське  | Небо                             |
| 17    | Тетяна Шевчук         | 13         | Київ         | Рожеві окулярі                   |
| 18    | Микита Кіоссе         | 14         | Стороженець  | Ікар                             |
| 19    | гурт "Аква-Бранд"     | 15         | Донецьк      | Перше кохання                    |
| 20    | дует "Радіосім'я"     | 11-12      | Київ         | Радіосім'я                       |
| 21    | Вікторія Кобзар       | 15         | Київ         | Від серця до серця               |